# Patrick Huisman
Patrick Huisman (ur. 23 sierpnia 1966 roku w Hadze) – holenderski kierowca wyścigowy.

## Kariera
Huisman rozpoczął karierę w międzynarodowych wyścigach samochodowych w 1990 roku od startów w 5000cc Dutch Production Car Championship. Z dorobkiem 58 punktów został sklasyfikowany na piątej pozycji w klasyfikacji generalnej. W późniejszych latach Holender pojawiał się także w stawce Niemieckiego Pucharu Porsche Carrera, ADAC GT Cup, Super Tourenwagen Cup, 24-godzinnego wyścigu Le Mans, Porsche Supercup, Global GT Championship, Belcar, Belgian Procar, French GT Championship, American Le Mans Series, Grand American Sports Car Series, FIA GT Championship, Deutsche Tourenwagen Masters, Grand American Rolex Series, Dutch Winter Endurance Series, 24h Nürburgring, Volkswagen Endurance Cup Netherlands, Dutch Supercar Challenge oraz United Sports Car Championship .

## Wyniki w 24h Le Mans
| Rok  | Zespół              | Partnerzy                 | Samochód                | Klasa | Okr. | Poz. | Klasa Pos. |
| ---- | ------------------- | ------------------------- | ----------------------- | ----- | ---- | ---- | ---------- |
| 1994 | Konrad Motorsport   | Cor Euser Matiaz Tomlje   | Porsche 911 Carrera RSR | GT2   | 295  | 10   | 3          |
| 1998 | Viper Team Oreca    | Karl Wendlinger Marc Duez | Chrysler Viper GTS-R    | GT2   | 28   | NU   | NU         |
| 1999 | Manthey Racing GmbH | Uwe Alzen Luca Riccitelli | Porsche 911 GT3-R       | GT    | 317  | 13   | 1          |
| 2000 | Viper Team Oreca    | Tommy Archer Marc Duez    | Chrysler Viper GTS-R    | GTS   | 324  | 12   | 5          |